# استان موراویای جنوبی
منطقه موراویای جنوبی (به لاتین: South Moravian Region) یک منطقه در جمهوری چک است.

## خصوصیات
منطقه موراویای جنوبی ۷٬۱۹۴٫۵۶ کیلومتtvoje máma

 مساحت و ۱٬۱۹۶٬۱۱۳ نفر جمعیت دارد.